# Василик Михайло Олексійович
Михайло Олексійович Василик (нар. 20 січня 1935, Рахни, Вінницька область, УРСР, СРСР — пом. 5 лютого 2005, Санкт-Петербург, Росія) — радянський і російський філософ та політолог. Доктор філософських наук (1984), професор, заслужений працівник вищої школи Російської Федерації, декан гуманітарного факультету, завідувач кафедри політології СПбДПУ у 1990—2005 роках.

## Біографія
Народився в селі Рахни Вінницької області.
З 1954 по 1958 рік служив у радянській армії.
У 1963 році закінчив юридичний факультет Ленінградського державного університету за спеціальністю «Правознавство». У період з 1963 по 1967 рік працював юрисконсультом в ЛДУ.
1971 року захистив кандидатську дисертацію, 1984 року — докторську («Механізм дії та використання політичних закономірностей розвиненого соціалістичного суспільства»).
У 1985 році під керівництвом професора М. О. Василика в Ленінградському політехнічному інституті імені М. І. Калініна був створений факультет суспільних наук (ФСН), до якого увійшли кафедри історії КПРС, марксистсько-ленінської філософії, політичної економії і наукового комунізму, а 1988 року на цьому факультеті була утворена кафедра вітчизняної та зарубіжної культури. У 1989 році на хвилі перебудови кафедру історії КПРС було перейменовано на кафедру «Історія»; кафедру марксистсько-ленінської філософії — до кафедри «Філософія», кафедра наукового комунізму стала кафедрою «Політологія». Був першим деканом гуманітарного факультету (1990—2005), дійсний член Академії політичної науки і Академії гуманітарних наук.
Кавалер ордену «Знак Пошани».

## Праці
Опубліковані монографії:
- Основи теорії комунікації: Підручник / За ред. проф. О-75 М. О. Василика. — М.: Гардарикі, 2003. — 615 с.: іл.

- Політологія. Хрестоматія — Вид-во Гардарикі 1999. ― 844 с.;

- Політологія — Вид-во Гардарикі 1999. ― 368 с.;

- Практикум з курсу Політологія — Вид-во Гардарикі 1999. ― 384 с.;

- Політологія. Словник-довідник ― Вид-во Гардарикі 2000. ― 328 с.;

- Основи соціології та політології. Навчальний посібник — Вид-во Гардарикі 2000. ― 400 с.;

- Виборча система Росії. Словник-довідник — Видавництво Михайлова В. А. 2000. ― 160 с.;

- Політологія. Елементарний курс — Вид-во Гардарикі 2003. ― 270 с.;

## Нагороди та звання
- Заслужений працівник вищої школи Російської Федерації
- Орден «Знак Пошани»
- Срібна медаль ВДНГ СРСР
- Доктор філософських наук
- Професор
- Медаль «В ознаменування 100-річчя з дня народження Володимира Ілліча Леніна»